# Signataris de la Declaració d'Independència de Lituània
Els signataris de la Declaració d'Independència de Lituània foren els vint lituans que van signar la Declaració d'Independència de Lituània el 16 de febrer de 1918. Els signataris van ser triats pel Consell de Lituània a la Conferència de Vílnius al setembre de 1917 i als quals se'ls va encomanar la tasca d'establir un estat lituà independent. La independència proclamada va ser establerta a finals de 1918, després que Alemanya es trobés debilitada després de la Primera Guerra Mundial i després que les seves tropes abandonessin el territori lituà. El que va seguir va ser un llarg procés de construcció de l'estat, es van determinar les seves fronteres, i es va aconseguir el reconeixement diplomàtic internacional. Els signataris van tenir èxit en la seva tasca i la Lituània independent existir fins que la Unió Soviètica va ocupar l'estat el 15 de juny de 1940. Després de la Declaració d'Independència de Lituània, els signataris van continuar involucrats en la vida pública de Lituània, dos d'ells, Antanas Smetona i Aleksandras Stulginskis, van ser més tard President electes de Lituània, i Jonas Vileišis va esdevenir alcalde de Kaunas, la capital temporal de Lituània. Després que Lituània perdés la seva independència durant la Segona Guerra Mundial, sis dels signataris supervivents van ser enviats a presó i executats pel govern soviètic, i sis van marxar a l'exili.

## Signataris
| Imatge                     | Nom                        | Partit polític                                   | Professió/educació                                                                                                 | Lloc i data de naixement                                                  | Lloc i data de defunció                                          |
| -------------------------- | -------------------------- | ------------------------------------------------ | --- | ------------------------------------------------------------------------- | ---------------------------------------------------------------- |
| Saliamonas Banaitis        | Saliamonas Banaitis        | Democristians Lituans                            | Editor, cursos de comerç i comptabilitat a Sant Petersburg i estudis incomplets a la Universitat Vytautas el Gran. | 15 de juny de 1866 al poble de Vaitiekupiai, en el districte de Šakiai    | 4 de maig de 1933 a Kaunas, Lituània                             |
| Jonas Basanavičius         | Jonas Basanavičius         | Candidat independent                             | Físic, Universitat de Moscou                                                                                       | 23 d'octubre de 1851 al poble d'Ožkabaliai, en el districte de Naumiestis | 16 de febrer de 1927 a Vílnius, Lituània                         |
| Mykolas Biržiška           | Mykolas Biržiška           | Partit Socialdemòcrata de Lituània               | Advocat, Universitat de Moscou                                                                                     | 24 d'agost de 1882 a Viekšniai                                            | 24 d'agost de 1962 a Los Angeles, Estats Units                   |
| Kazimieras Bizauskas       | Kazys Bizauskas            | Democristians Lituans                            | Advocat, Universitat de Moscou                                                                                     | 15 de febrer de 1883 a Pavilosta, Letònia                                 | 26 de juny de 1941 a Minsk, Belarús                              |
| Pranas Dovydaitis          | Pranas Dovydaitis          | Democristians Lituans                            | Advocat, Universitat de Moscou                                                                                     | 2 de desembre de 1896 a Runkiai, en el districte de Marijampolė           | 4 d'octubre de 1942 al camp de presoners de Sverdlovsk, Rússia   |
| Steponas Kairys            | Steponas Kairys            | Partit Socialdemòcrata de Lituània               | Enginyer, Institut de Tecnologia de Sant Petersburg                                                                | 3 de gener de 1879 a Užnevėžis, en el districte d'Ukmergė                 | 16 de desembre de 1964 a Nova York, Estats Units                 |
| Petras Klimas              | Petras Klimas              | Candidat independent                             | Advocat, Universitat de Moscou                                                                                     | 23 de febrer de 1891 a Kušliškiai, en el districte de Marijampolė         | 16 de gener de 1969 a Kaunas, Lituània                           |
| Donatas Malinauskas        | Donatas Malinauskas        | Candidat independent                             | Agrònom, Acadèmia Agrícola de Tábor                                                                                | 7 de març de 1869 a Krāslava, Letònia                                     | 30 d'octubre de 1941 en un camp de deportats a Biysk, Rússia     |
| Vladas Mironas             | Vladas Mironas             | Unió Nacional Lituana                            | Capellà, Seminari Sacerdotal de Vílnius i Acadèmia Sacerdotal de Sant Petersburg                                   | 22 de juny de 1880 a Kuodiškiai, en el districte de Rokiškis              | 17 de febrer de 1953 en els camps de la mort de Vladímir, Rússia |
| Stanislovas Narutavicius   | Stanislovas Narutavičius   | Candidat independent                             | Advocat, Universitat Estatal de Sant Petersburg                                                                    | 2 de setembre de 1862 al poble de Brevikai, en el districte de Telšiai    | 31 de desembre de 1932 a Kaunas, Lituània                        |
| Alfonsas Petrulis          | Alfonsas Petrulis          | Partit del Progrés Nacional                      | Sacerdot, Seminari Sacerdotal de Kaunas, Seminari Sacerdotal de Vílnius                                            | 4 d'agost de 1873 a Kateliškiai, en el districte de Biržai                | 28 de juny de 1928 a Musninkai, Lituània                         |
| Antanas Smetona            | Antanas Smetona            | Unió Nacional Lituana                            | Advocat, Universitat de Sant Petersburg                                                                            | 10 d'agost de 1874 a Užulėnis, en el districte de Ukmergė                 | 9 de gener de 1944 a Cleveland (Ohio), Estats Units              |
| Jonas Smilgevicius         | Jonas Smilgevičius         | Candidat independent                             | Economista, Universitat de Berlín                                                                                  | 12 de febrer de 1870 a Šoniai, en el districte de Telšiai                 | 27 de setembre de 1942 a Kaunas, Lituània                        |
| Justinas Staugaitis        | Justinas Staugaitis        | Democristians de Lituània                        | Sacerdot, Seminari Conciliar de Seiniai                                                                            | 14 d'octubre de 1866 a Tupikai, en el districte de Šakiai                 | 8 de juliol de 1943 Telšiai, Lituània                            |
| Aleksandras Stulginskis    | Aleksandras Stulginskis    | Democristians de Lituània                        | Agrònom, Seminari Sacerdotal de Kaunas y Universitat de Halle                                                      | 26 de febrer de 1885 a Kutaliai, en el districte de Raseiniai             | 22 de setembre de 1969 a Kaunas, Lituània                        |
| Jurgis Šaulys              | Jurgis Šaulys              | Candidat independient                            | Financer, Universitat de Berna                                                                                     | 5 de maig de 1879 a Balsėnai, en el districte de Tauragė                  | 18 d'octubre de 1948 a Lugano, Suïssa                            |
| Kazimieras Steponas Šaulys | Kazimieras Steponas Šaulys | Democristians de Lituània                        | Sacerdot, Seminari Sacerdotal de Vílnius i Acadèmia Sacerdotal de Sant Petersburg                                  | 28 de gener de 1872 a Stempliai, en el districte de Tauragė               | 9 de maig de 1964 a Lugano, Suïssa                               |
| Jokūbas Šernas             | Jokūbas Šernas             | Candidat independient                            | Advocat, Universitat de Sant Petersburg                                                                            | 14 de juny de 1888 a Jasiškiai, en el districte de Biržai                 | 31 de juliol de 1926 a Kaunas, Lituània                          |
| Jonas Vailokaitis          | Jonas Vailokaitis          | Democristians de Lituània                        | Financer, Institut del Comerç i la Indústria de Sant Petersburg                                                    | 25 de juny de 1886 a Pikžirniai, en el districte de Šakiai                | 16 de desembre de 1944 a Blankenburg, Alemanya                   |
| Jonas Vileišis             | Jonas Vileišis             | Partit Democràtic Popular Socialista de Lituània | Advocat, Universitat de Sant Petersburg                                                                            | 3 de gener de 1872 a Mediniai, en el districte de Biržai                  | 1 de juny de 1942 a Kaunas, Lituània                             |

## Trajectòries personals i professionals

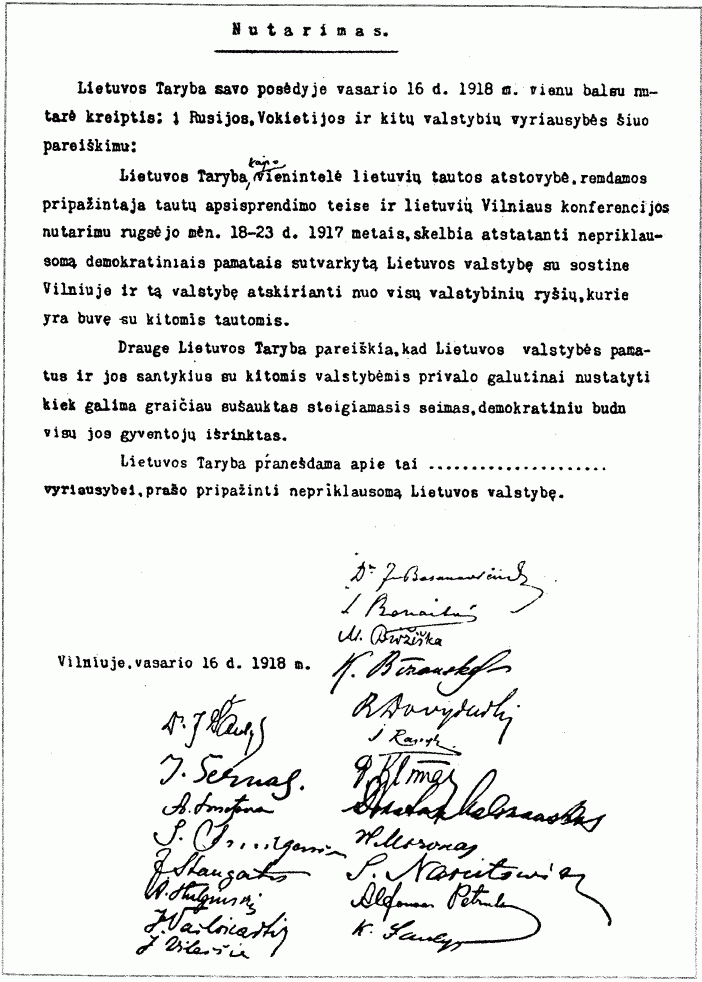
Facsímil de la Declaració d'Independència de Lituània

Entre els signants hi havia una gran varietat d'orígens socials; dels vint signants quatre havien nascut a famílies nobles lituanes: Donatas Malinauskas, Narutowicz Stanisław, Smilgevičius Jonas, i Biržiška Mykolas, i els altres 16 foren fills de grangers El més gran dels signants era Basanavičius Jonas, que tenia 67 anys en aquell, i el més jove Kazimieras Bizauskas, que tenia 25 anys. Dels restants, tres voltaven els cinquanta anys, sis es trobaven en els quaranta, vuit eren a la trentena, i un d'ells estava entre els vint i els trenta. Amb l'excepció de Saliamonas Banaitis, tots tenien un títol d'educació superior. El 1926 es va matricular a la Universitat de Kaunas, però els seus estudis van quedar sense acabar a causa de la seva mort el 1933. Pel que fa a la formació acadèmica, el Consell va estar dominat per vuit advocats. El grup també va incloure quatre sacerdots, dos agrònoms, dos financers, un metge, un economista i un enginyer. La majoria dels signants havien rebut la seva educació superior fora de Lituània, ja que en aquell moment no hi havia universitats al país - la Universitat de Vílnius havia estat tancada després l'Aixecament de gener el 1863 -. Molts dels signants havien estudiat a la Universitat Estatal de Moscou i a la Universitat Estatal de Sant Petersburg.
Pel que fa a la confessió religiosa, dinou dels signants eren catòlics romans, si bé Jonas Basanavičius no era practicant; Jokūbas Šernas era l'únic que professava la Reforma Protestant En el moment que s'aprova la Declaració d'Independència, sis dels signants eren oficialment apartidistes, set eren membres dels conservadors Democristians Lituans, dos estaven afiliats a la Unió Nacional Lituana i al Partit Socialdemòcrata, i Jonas Vileišis es va afiliar al Partit del Progrés Nacional i a l'esquerrà Partit Democràtic Popular Socialista de Lituània

## Activitats abans de la Declaració d'Independència
Entre els signants havia estat actiu en el moviment d'independència de Lituània. Antanas Smetona, Donatas Malinauskas, i diversos altres havien participat en associacions secretes lituanes a finals del segle xix i principis del XX; aquests grups estaven involucrats en la promoció de la distribució il·legal de materials impresos en l'idioma del país, prohibit pel govern tsarista des de 1866 fins al 1904, així com la lluita contra altres intents de russificació per part de les autoritats. Antanas Smetona, Steponas Kairys, Alfonsas Petrulis, i Mykolas Biržiška van ser expulsats per aquestes activitats de les seves escoles secundàries.Jonas Basanavičius, el futur president del Consell de Lituània, quan es va signar la declaració, va treballar com a metge durant molt de temps a Bulgària. Malgrat les exigències del seu treball mèdic a l'estranger, va contribuir contínuament als afers lituans. Ell va organitzar la publicació d'un diari clandestí important, l'Aušra; el seu primer número va aparèixer el 1883. Basanavičius estigué actiu en la vida política de Bulgària com a representant del seu Partit Demòcrata. Basanavičius ha estat descrit com un dels pioners de la salut pública a Bulgària. Molts dels signants futures participaren en el Gran Seimas de Vílnius, que el 1905 va donar forma al futur polític de l'estat de Lituània.

## Activitats després de la Declaració d'Independència

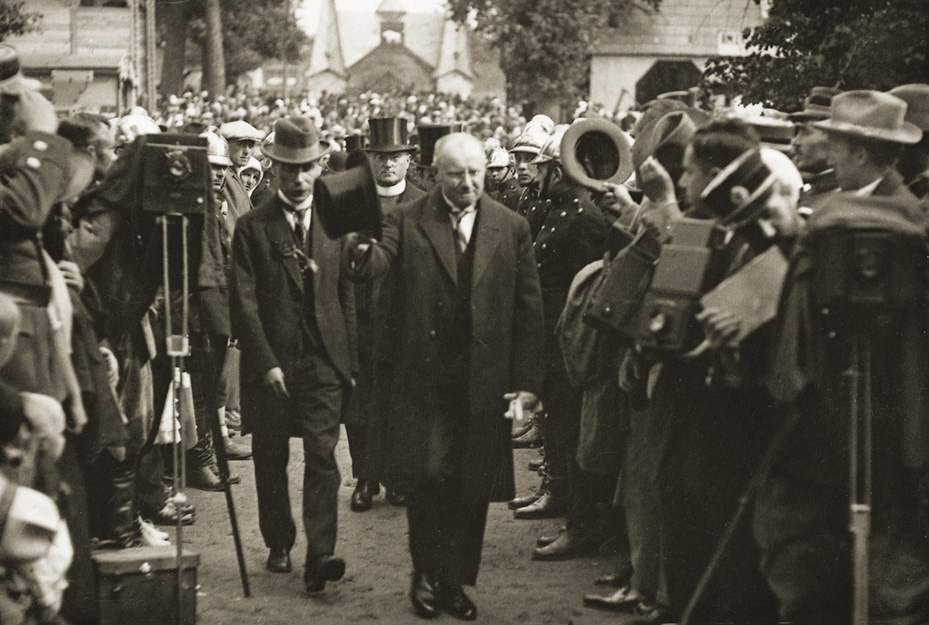
El signant Aleksandras Stulginskis (centre) com a President de Lituània en una exposició agrícola a Kaunas, 1924

La majoria dels signants de la Declaració es van mantenir actius en la vida cultural i política de la Lituània independent. Jonas Vileišis formà part del Parlament Lituà i exercí com a alcalde de Kaunas; Saliamonas Banaitis participà en finances, i en l'obertura de diversos bancs Entre els signants hi havia dos futurs presidents de Lituània, Antanas Smetona i Aleksandras Stulginskis. Jonas Basanavičius va tornar a la vida acadèmica, i prosseguí les seves investigacions sobre cultura i folklore lituans. Cinc dels signants van morir abans del començament de la Segona Guerra Mundial, tres van morir durant l'ocupació nazi de Lituània. Els que no van emigrar als països occidentals van ser arrestats com a presos polítics després que Lituània fos ocupada per la Unió Soviètica durant la Segona Guerra Mundial.
Aleksandras Stulginskis i Petras Klimas van ser enviats a presó a Sibèria per les autoritats soviètiques, però van sobreviure i va tornar a Lituània.Pranas Dovydaitis i Vladas Mironas també van ser enviats a Sibèria, però van morir allà Kazys Bizauskas va ser assassinat juntament amb altres presoners el 26 juny de 1941 mentre eren conduïts a una presó soviètica de Minsk Donatas Malinauskas, juntament amb molts altres civils, va ser deportat a Sibèria, on va morir el 30 de novembre de 1942; el seu cos va ser retornat des de Sibèria el 1993 i es tornà a enterrar a Lituània Sis dels signataris supervivents van marxar a l'exili. Jurgis Šaulys i Kazimieras Steponas Šaulys va morir a Suïssa; Jonas Vailokaitis va morir a Alemanya, Antanas Smetona, Mykolas Biržiška i Steponas Kairys va morir als Estats Units.